# 张之杲
张之杲（？—？），浙江人，清朝政治人物。
张之杲曾于1829年接替卢云亭任华亭县知县一职，1833年由张庆瑗接任。